# Мобилно устройство
Мобилно устройство (или джобно устройство, т.е. лесно подвижно, преносимо) се нарича всеки смартфон, мини компютър (PDA), електронен четец, и всяко друго устройство, което обикновено има сензорен дисплей, понякога миниатюрна клавиатура (а напоследък сензорен екран с виртуална клавиатура). Първоначално това са предимно малки устройства с джобни размери, но съвременните смартфони имат големина близка до ноутпадите, като разнообразието от размери на екраните се увеличава постоянно. Устройствата и техните екрани стават все по-гъвкави и могат да изпълняват различни функции като възпроизвеждане мултимедия, запис на аудио и видео, видео чат, безжичен мобилен Интернет, платежни функции.
Мобилните устройства имат специфична, програмирана за техните характеристики Мобилна операционна система (ОС) с инсталирани от производителя мобилни софтуерни приложения, така че те могат да изпълняват различни функции чрез тези приложения, към тях могат да се добавят допълнителни OS характерни или хибридни мобилни приложения. Повечето от тях имат хардуер и софтуер също така и за различни видове безжична радиовръзка (Wi-Fi, Bluetooth и навигация), които позволяват свързаност с компютърни мрежи или с други подобни устройства, както и опции за свързване с допълнителна мобилна електроника, като например слушалки. Захранването им се осъществява с мобилна литиева батерия. Често са снабдени с един или два миниатюрни (плюс на фронталния панел) фотокамери на смартфона.
Пример за едно ранно мобилно устройство е PDA на английски: Personal digital assistant) или персоналният дигитален асистент, познат още като джобен компютър с клавиатура. В първото десетилетие след 2000 г. към него се прибавят смартфони, първите таблети (които се опитват да увеличат функционалностите на придобилите донякъде популярност по това време четци за е-книги). Като потребителски интерфейс на мобилните устройства се използват предимно сензорни дигитални екрани, а функционалните им възможности, базирани на мобилната операционна система и основните ОС софтуерни приложения се разширяват с всеки ден и дори отчасти достигат тези на настолните или преносимите компютри. Добавените нови функционалности са баркод четци, мини карта за памет, RFID и допълнителни четци на смарт карти. Към 2010 започват да се добавят сензори за движение, оптични сензори, също акселерометри, компаси, магнитометри; жироскопи, което позволява телефона да реагира на движение и светлина, по време на мобилни изчисления и да определя ориентацията му. Има и биометрични методи за идентификация като разпознаване на лице или пръстов отпечатък.
Производители на мобилни устройства са Motorola, Samsung, HTC, LG, Apple и много други. През 2013 24% от произведените свързани мобилни устройства (главно мобилни телефони, смартфон таблети и таблети) в света са в Китай.

## Видове
Мобилните устройства имат най-различни функции и включват:
- Мобилни компютри
  - мобилен уеб
    - смартфон
      - фаблет

    - таблет

  - преносим компютър
    - шлем за виртуална реалност

  - персонален дигитален асистент
  - калкулатор
  - преносима игрална конзола
  - преносим плейър, например MP3 плейър
- фотоапарати
- мобилни телефони
  - смартфон
- пейджъри